# Ромуло Мендес
Ромуло Мендес Моліна (ісп. Rómulo Méndez Molina, 21 грудня 1938, Кобан — 6 січня 2022) — гватемальський футбольний арбітр. Арбітр ФІФА у 1975—1986 роках.

## Кар'єра
У 1970 році він став арбітром вищої ліги країни ліги.
Він був першим арбітром з Гватемали, який судив матчі у фінальній частині чемпіонатів світу, від судивши по одному матчі на турнірі 1982 та 1986 років.
Він також працював на молодіжному чемпіонаті світу 1981 року в Австралії, відсудивши одну гру, а також чемпіонатах націй КОНКАКАФ 1981 та 1985 років, на останньому з яких судив в тому числі вирішальну гру турніру.